# Nursel Aydoğan
Nursel Aydoğan (née le 17 novembre 1958 à Diyarbakır) est une femme politique turque d'origine kurde.